# Витечек, Марсель
Марсель Витечек (нем. Marcel Witeczek; род. 18 октября 1968, Тыхы) — немецкий футболист, атакующий полузащитник. Выступал за четыре разные команды Бундеслиги на протяжении 15 сезонов.

## Карьера
Родился в Тыхы, Силезия, в детском возрасте переехал с родителями в Западную Германию.
Профессиональную карьеру начал в «Байере» из Юрдингена. Дебютировал в Бундеслиге 8 августа 1987 года в игре против «Хомбурга».
В 1991 году перешёл в «Кайзерслаутерн», в составе которого провёл два сезона.
С 1993 года выступал за мюнхенскую «Баварию». В составе клуба дважды выиграл чемпионат Германии, в сезоне 1995/96 стал обладателем Кубка УЕФА, в полуфинале которого забил победный мяч в ворота «Барселоны».
В 1997 году перешёл в «Боруссию» из Мёнхенгладбаха, за которую провёл четыре сезона.
В 2003 году перешёл в «Ваттеншайд 09», выступавший в Региональной лиге.
Завершил карьеру в возрасте 37 лет в составе клуба «Альбштадт 07».

## Сборная
Выступал за юношеские и молодёжные сборные ФРГ всех возрастов. Участник чемпионатов мира 1985 и 1987 годов. На обоих турнирах получил «Золотую бутсу» лучшего бомбардира.
В 1987 году в финальном матче против Югославии не забил послематчевый пенальти. Сборная ФРГ уступила в серии со счётом 4:5.

## Достижения

### Клуб
Бавария
- Чемпион Германии: 1993/94, 1996/97
- Обладатель Кубка УЕФА: 1995/96

### Сборная
Юношеская сборная ФРГ (до 16 лет)
- Серебряный призёр чемпионата мира: 1985

 Молодёжная сборная ФРГ
- Серебряный призёр чемпионата мира: 1987

### Личные
- Лучший бомбардир чемпионата мира 1985
- Лучший бомбардир чемпионата мира 1987